# Linh dương gazelle Ả Rập
Linh dương gazelle Ả Rập, danh pháp hai phần: Gazella arabica, là một loài linh dương Gazelle thuộc chi Gazella, họ Bovidae, bộ Artiodactyla. Loài này đã bị săn bắt đến tuyệt chủng tại Ả Rập.